# Минделштетен
Минделштетен (њем. Mindelstetten) општина је у њемачкој савезној држави Баварска. Једно је од 30 општинских средишта округа Ајхштет. Према процјени из 2010. у општини је живјело 1.631 становника. Посједује регионалну шифру (AGS) 9176147.

## Географски и демографски подаци
Минделштетен се налази у савезној држави Баварска у округу Ајхштет. Општина се налази на надморској висини од 403 метра. Површина општине износи 22,7 km². У самом мјесту је, према процјени из 2010. године, живјело 1.631 становника. Просјечна густина становништва износи 72 становника/km².